# Chiesa di San Nazario (Vo')
La chiesa di San Nazario, citata anche come chiesa di San Nazario e Celso, è una chiesa romanica sita nel centro abitato di Cortelà, frazione di Vo'.
Edificata nel XV secolo su un preesistente edificio religioso e intitolata ai Santi Nazario, Celso, Vittore e Innocenzo è, nella suddivisione territoriale della chiesa cattolica, collocata nel vicariato di Lozzo Atestino-Teolo, a sua volta parte della diocesi di Padova, ed è sede parrocchiale.

## Storia
L'abitato, che nel tempo mutò denominazione da Cortolada, a Cortulada e in seguito Cortelada, e fu interessato da una donazione al monastero di San Cipriano di Venezia nel XII secolo, comprendeva una chiesa, edificata prima del 1217 come rilevato da un'iscrizione individuata nel 1808 nel corso di restauri sopra il portale. L'edificio, si riscontra essere stato dedicato a San Nazario per essere citato in una decima papale del tardo XIII secolo, era al tempo alla dipendenze della pieve di San Felice di Boccon.
L'attuale edificio risale però alla fine del XV secolo, come risulta dagli atti della consacrato ai santi Nazario, Celso, Vittore e Innocenzo del luglio 1499, elevato in seguito allo status di sede parrocchiale.